# Páni ze Zvířetic
Páni ze Zvířetic byl šlechtický rod vzešlý z Markvarticů a Lemberků, který si postavil u Jizery hrad Zvířetice. Na tomto hradě pak žilo několik generací šlechticů, kteří používali predikát z Zvířetic.

## Původ Zvířetických

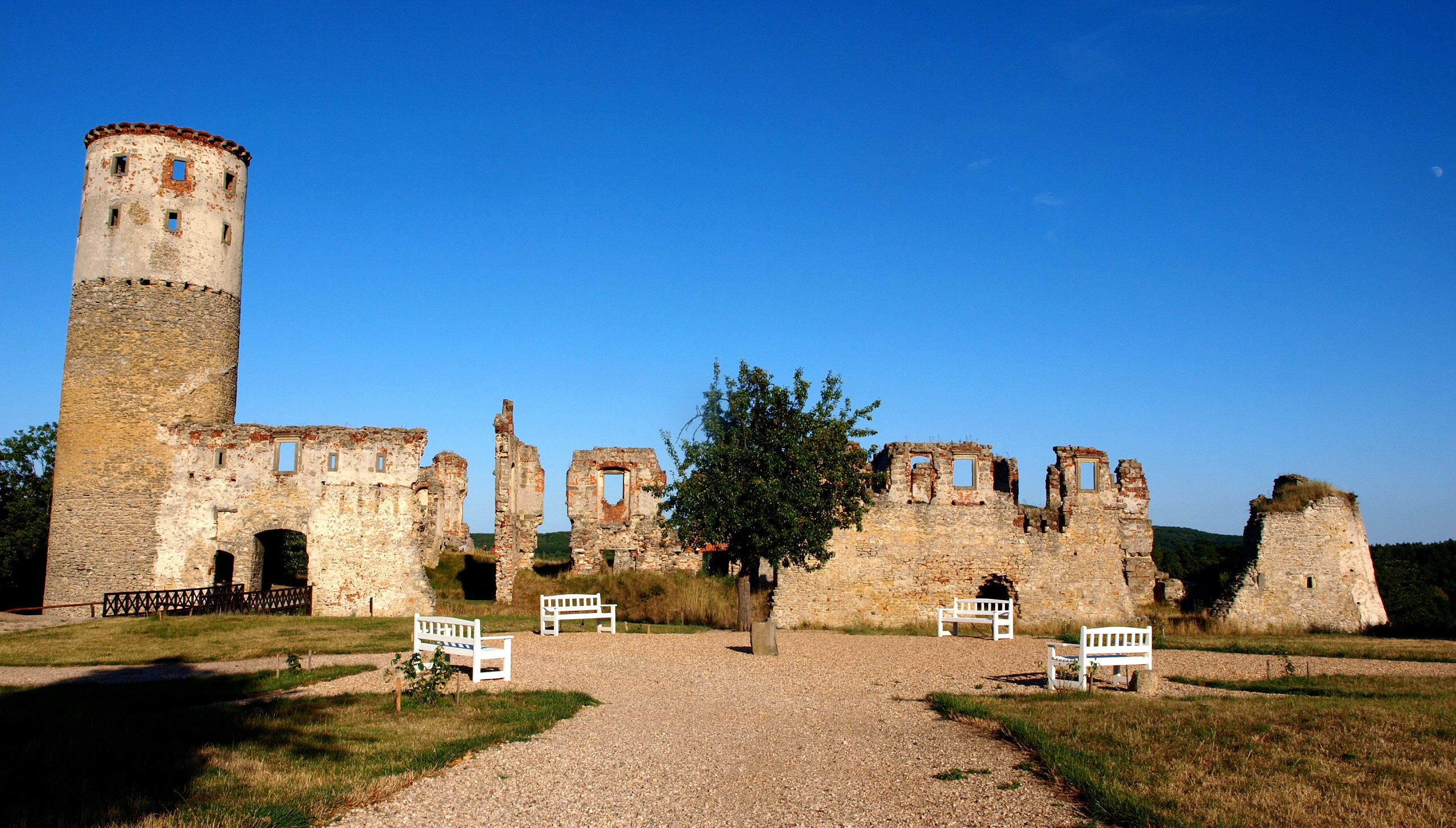
Zbytky hradu Zvířetice, pozdějšího zámku

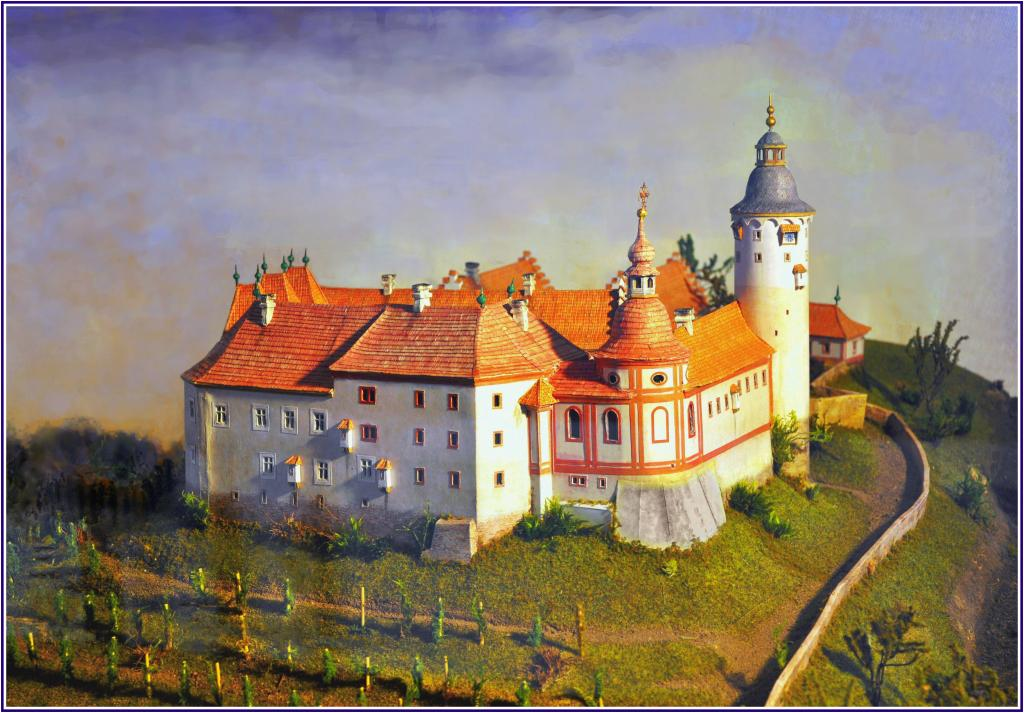
Možná podoba zvířetického zámku

Na území severních Čech se usadil rod Markvarticů, známý nám od 12. století po boku Přemyslovců. Jeho zakladatel Markvart patřil k předním družiníkům krále Vladislava II. a od něj získal ucelené území v povodí řeky Jizery.
Vnukem nejstaršího známého Markvarta byl Havel z Lemberka, který se oženil se Zdislavou z Lemberka, svatořečenou roku 1995. Havel založil hrad Lemberk, městečka Jablonné v Podještědí i Český Dub, také tamní kláštery. Havel se Zdislavou měli tři syny. Nejstarším byl Zdislav, který se psal z Lemberka a později on i jeho synové z Zvířetic.

## Zdislav, zakladatel rodu
Hrad ve Zvířeticích si Zdislav postavil někdy v letech 1287  až 1300. Měl dva syny, Heřmana a Markvarta, sedm vnuků a řadu dalších potomků, kteří se psali z přídomkem z Zvířetic. 

## Heřman ze Zvířetic
Měl čtyři nám známé syny (Havla, Hereše († 1401), Oldřicha († 1386) a Ctirada ze Zvířetic). První z nich Havel měl také rodinu a potomky:
- Jan ze Zvířetic
- Havlík (Hašek) Ze Zvířetic († 1404)
  - Vilém ze Zvířetic
    - Petr ze Zvířetic
- Vilém ze Zvířetic (byl roku 1405 královský úředník u dvora krále Václava IV.)
  - Zdislav ze Zvířetic († 1427), citován roku 1410 jako mladý mistr Karlovy univerzity, znovu roku 1415
  - Markvart ze Zvířetic
  - Prokop Václav ze Zvířetic († 1425)
  - Heřman Petr ze Zvířetic († 1446)
  - Jan ze Zvířetic
  - Beneš ze Zvířetic

O Heřmanovi a Ctiradovi se zachovaly záznamy, že vstoupili do služeb církve. Páni ze Zvířetic (Václav, Petr a Beneš) se angažovali v průběhu husitského hnutí jako přívrženci i odpůrci. 

## Markvart ze Zvířetic
Druhý ze synů Zdislava, stavitele hradu byl Markvart ze Zvířetic. Měl tři syny:
- Hašek ze Zvířetic († kol. 1365), který se pohyboval v letech 1348 - 1354 na dvoře krále Karla IV.
- Zdislav ze Zvířetic († 1365)
- Ješek ze Zvířetic († 1371)

## Zvířetice Vartenberků
V roce 1504 hrad Zvířetice prodal Petr ze Zvířetic Václavu Sezimovi z Ústí a od něj jej roku 1528 do zástavy získala jiná rodová větev Markvarticů, Vartenberkové. Ti hrad přestavěli na renesanční zámek,který drželi do roku 1610, kdy jej koupil Jiří Vratislav z Mitrovic.

## Osobnosti rodu
- Hašek ze Zvířetic († kol. 1365), královský komorník Karla IV.
- Zdislav ze Zvířetic († 1365), probošt litoměřické kapituly a rektor Univerzity Karlovy na počátku 15. století
- Jan ze Zvířetic a Vartenberka, v letech 1367–1372 byl 20. generálním převorem Maltézského řádu
- Heřman (Hereš) ze Zvířetic a Vartenberku, v letech 1398–1401 byl 23. generálním převorem Maltézského řádu